# Cheshire East
Cheshire East är en enhetskommun i Cheshire i England,  Storbritannien. Kommunen har 406 527 invånare (2022). Administrativ huvudort är Sandbach.
Större orter i Cheshire East är Alsager, Bollington, Congleton, Crewe, Handforth, Haslington, Holmes Chapel, Knutsford, Macclesfield, Nantwich, Poynton, Sandbach, Wilmslow, Wistaston. Kommunen är indelad i 124 civil parishes för visst lokalt självstyre.